# Jerry West Award
Il Jerry West Award è un premio conferito ogni anno dalla Naismith Memorial Basketball Hall of Fame alla miglior guardia di sesso maschile dell'anno, che gioca nel campionato di pallacanestro NCAA Division I
È intitolato al cestista Jerry West, una delle più grandi guardie di tutti i tempi.

## Vincitori
| Stagione | Nazionalità     | Giocatore        | Squadra             |
| -------- | --------------- | ---------------- | ------------------- |
| 2015     | Stati Uniti     | D'Angelo Russell | Ohio State Buckeyes |
| 2016     | Bahamas         | Buddy Hield      | Oklahoma Sooners    |
| 2017     | Stati Uniti     | Malik Monk       | Kentucky Wildcats   |
| 2018     | Stati Uniti     | Carsen Edwards   | Purdue Boilermakers |
| 2019     | Canada          | R.J. Barrett     | Duke Blue Devils    |
| 2020     | Stati Uniti     | Myles Powell     | Seton Hall Pirates  |
| 2021     | Rep. Dominicana | Chris Duarte     | Oregon Ducks        |
| 2022     | Stati Uniti     | Johnny Davis     | Wisconsin Badgers   |
| 2023     | Stati Uniti     | Marcus Sasser    | Houston Cougars     |
| 2024     | Stati Uniti     | R.J. Davis       | N. Carol. Tar Heels |
| 2025     | Stati Uniti     | Chaz Lanier      | Tenn. Volunteers    |